# Dallas, Teksas
Dallas (IPA: [ˈdæləs]) je tretje največje mesto v Teksasu (za Houstonom in San Antoniom) in deveto največje v ZDA. Mesto Dallas ima več kot 1,2 milijona prebivalcev in skupaj z mesti Fort Worth in Arlington tvori velemestno območje, ki je s 6,3 milijona prebivalcev največje velemesto v Teksasu.
Dallas je bil ustanovljen leta 1841, mestne pravice pa ima od leta 1856. Gospodarstvo mesta temelji na bančništvu, trgovini, telekomunikacijah, računalniški tehnologiji, energiji in prometu. Dallas je središče največjega velemesta v notranjosti ZDA brez plovne vodne povezave z morjem; gospodarski razvoj mesta namesto tega izvira iz zgodovinskega pomena mesta kot središča naftne in bombažne industrije, položaja ob številnih železniških progah, močnega industrijskega in finančnega sektorja ter statusa pomembnega prometnega vozlišča (predvsem zaradi mednarodnega letališča Dallas-Fort Worth, ki je med največjimi in najprometnejšimi na svetu).